# RAF Ascension Island
La RAF Ascension, également connue sous le nom de Wideawake Airfield ou Ascension Island Auxiliary Field, est un aérodrome militaire situé sur l’île Ascension, dans l’océan Atlantique. L'aérodrome est exploité conjointement par la Royal Air Force (RAF) et l'United States Air Force (USAF).
Cette installation héberge une station de suivi au sol anciennement de l’US Air Force et depuis fin 2019 de l'US Space Force pour soutenir l’Eastern Range (en) et les lancements depuis Cape Canaveral en Floride.

## Historique
L'île de l'Ascension fait partie des territoires d'outre-mer britanniques avec Sainte-Hélène et Tristan da Cunha.
En 1939, Ascension devient une station de radio à haute fréquence de radiogoniométrie couvrant les routes commerciales.

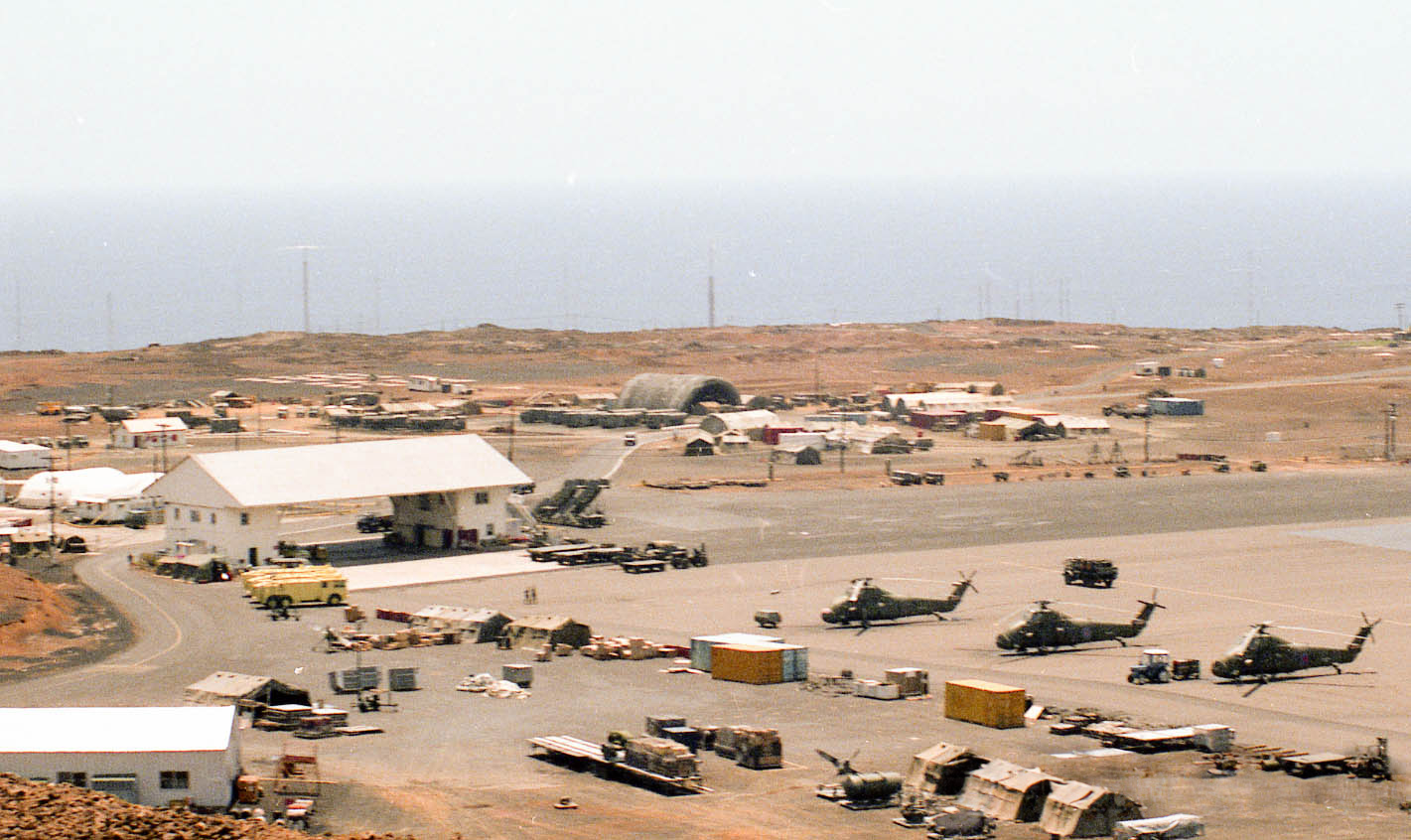
La base en novembre 1983.

L’aérodrome de Wideawake (qui doit son nom à une colonie bruyante de sternes cendrées à proximité) a été construit par l’armée américaine en 1942, par arrangement avec le gouvernement britannique. Le premier avion à atterrir sur l'île de l'Ascension était un Fairey Swordfish du HMS Archer en juin 1942, le terrain fut utilisé par plus de 25 000 avions comme point de transit pendant la guerre. L'aérodrome a été abandonné à la fin de la guerre et est tombé en désuétude.
Une station de suivi de l'US Air Force est officiellement activée comme antenne de la base aérienne Patrick en Floride le 25 juin 1956.
La piste de l'aérodrome a été rallongée à l'automne 1980. En 1982, la RAF se réinstalle sur le site, et l'utilise comme aérodrome de transit pendant la guerre des Malouines. Une série de missions de bombardement à longue portée a été menée à partir du terrain sous le nom d'Opération Black Buck.

## Station radar de suivi et télescope

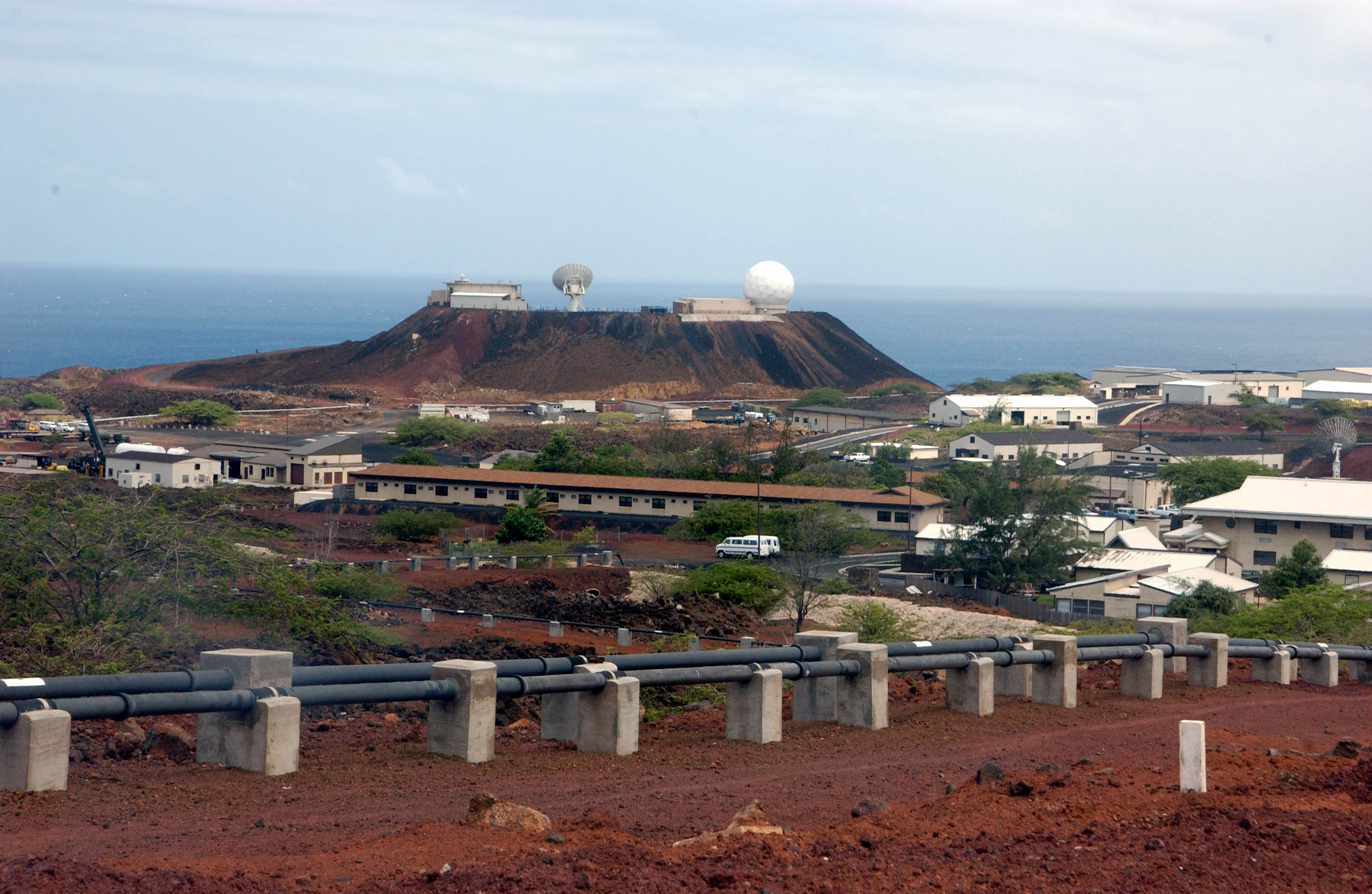
Station radar de l'US Air Force a Cat Hill.

La station radar de suivi était une installation d’essai Nike Zeus permettant d'assurer un suivi lors du lancement de missiles à Cap Canaveral. Construite entre 1960 et 1961 pour la conduite de missiles antibalistiques, la station comprend l’antenne radar "Golf Ball" se trouvait sur Cat Hill et une tour de calibration pour l’étalonnage radar. Cette installation abrite le détachement 2 du 45th Mission Support Group, qui fait partie de la 45th Space Wing (de l'US Air Force jusqu'en 2019 et depuis de la United States Space Force). Elle exploite une station de suivi au sol en soutien aux lancements de fusées à partir de Cap Canaveral en Floride. Les installations militaires américaines sur l'île font partie des deux Forward Operation Sites de l'AFRICOM et emploient environ 300 Américains.
La station de suivi de la NASA à Devil's Ashpit et la station terrestre Cable & Wireless à Donkey Plain ont été construites au milieu des années 1960 pour les opérations spatiales et les communications. Cette dernière était notamment utilisée pour transmettre des données transmises par micro-ondes via le satellite Early Bird aux installations de la NASA, à Andover, dans le Maine.
La station de la NASA appelée John Africano NASA/AFRL Orbital Debris Observatory dispose depuis juin 2015 d'un télescope nommé Meter Class Autonomous Telescope réalisé par DFM Engineering d'une focale de 1,3 mètre pour repérer et suivre les débris spatiaux.

## Opérations
La station relève de la compétence générale du commandant des forces britanniques des îles de l'Atlantique Sud. En 2013, ce poste était occupé par le commodore Russ LaForte. L’aérodrome de la RAF sur l’île de l’Ascension est exploité quotidiennement par environ 19 membres de la RAF, dirigés par un commandant d’escadre.
La RAF Ascension Island est normalement le point de ravitaillement en carburant pour les vols du pont aérien de l'Atlantique Sud du ministère de la Défense à destination de la RAF Mount Pleasant, sur les îles Falkland, au départ de la RAF Brize Norton dans l'Oxfordshire, au Royaume-Uni.
À compter de novembre 2017, le gouvernement de l'île de l'Ascension a désigné South African Carrier Airlink pour la réalisation de vols charters réguliers entre l'aéroport de Sainte-Hélène et l'île d'Ascension, au minimum une fois par mois. Les vols sont actuellement programmés la deuxième semaine de chaque mois. Ils arrivent à Ascension le samedi après-midi et regagnent Sainte-Hélène le dimanche matin. Les premiers vols sont programmés les 18 et 19 novembre 2017.
Ascension sert d’aéroport de détournement pour les avions ETOPS traversant l’Atlantique. En janvier 2013, un Boeing 777-200LR de Delta Air Lines, en route de Johannesburg vers Atlanta, a été dévié vers Ascension en raison de problèmes moteur.
Le site héberge une station de transmission haute fréquence faisant partie du Defence High Frequency Communications Service. La station est exploitée par Babcock International Group pour le compte du ministère de la Défense.

## Suspension
Les nids-de-poule sur la piste ont entraîné la suspension en avril 2017 de tous les vols du pont aérien du ministère de la Défense entre la RAF Mount Pleasant et la RAF Brize Norton jusqu'au moins 2019/2020. Un avion Airbus A330 exploité par AirTanker Services pour le compte du ministère de la Défense (Royaume-Uni) effectue ces vols, bien qu'un nombre limité de billets de passagers commerciaux soient disponibles. Ces vols passent maintenant par le Cap-Vert. Les avions destinés aux vols d’évacuation médicale d’urgence et aux vols mensuels nouvellement établi à destination de l’aéroport de Sainte-Hélène ne sont pas affectés compte tenu de la taille de l’appareil utilisé. Le personnel essentiel et l'équipement sont également exemptés de la suspension,.
Alors que les A330 sont pour l'instant incapables d'atterrir à l'aéroport, l'armée américaine continue d'assurer un vol hebdomadaire entre l'île et la base aérienne Patrick Air Force en Floride, uniquement à l'usage de son personnel, tandis que le navire de ravitaillement MV Ascension dessert régulièrement les installations.
Un C-17 du ministère de la Défense britannique se pose à Ascension une fois par mois pour son propre personnel.

## Lignes aériennes et destinations
Le 18 novembre 2017, SA Airlink a lancé un charter hebdomadaire régulier entre Jamestown St Helena et l'île.